# Dramaturgija
Dramaturgija je disciplina koja se bavi proučavanjem dramske kompozicije i glavnih elemenata drame, načelima organizacije dramske građe, izvođenjima dramskih djela te općenito dramskim tekstom. Potrebno je napomenuti da pojedini suvremeni teatrolozi razgraničuju pridjeve dramaturški i dramaturgijski pri čemu se prvi odnosi na praktične poslove dramaturga, a potonji na teorijsko promišljanje i proučavanje drame. Termin se prvi put pojavljuje u djelu Hamburška dramaturgija (1767–1769) Gottholda Ephraima Lessinga. U svojoj zbirci eseja Lessing govori o principima dramaturgije na temelju iskustva koje je stekao radeći kao prvi svjetski dramaturg u Hamburškom narodnom kazalištu.     

## Vanjske poveznice
- Web stranica Odsjeka za dramaturgiju Akademije dramske umjetnosti u Zagrebu  Arhivirana inačica izvorne stranice od 25. listopada 2020. (Wayback Machine)